# Mauvières
Mauvières is een gemeente in het Franse departement Indre (regio Centre-Val de Loire) en telt 310 inwoners (1999). De plaats maakt deel uit van het arrondissement Le Blanc.

## Geografie
De oppervlakte van Mauvières bedraagt 23,5 km², de bevolkingsdichtheid is 13,2 inwoners per km².
De onderstaande kaart toont de ligging van Mauvières met de belangrijkste infrastructuur en aangrenzende gemeenten.

## Demografie
Onderstaande figuur toont het verloop van het inwonertal (bron: INSEE-tellingen).